# تنگه دو
تنگه دو، روستایی از توابع بخش مرکزی شهرستان آبادان در استان خوزستان ایران است.J.G.Lorimer در سال ۱۹۰۶میلادی در کتاب خود توصیفی از روستای تنگه می‌دهد که ۲۹ کلبه دارد و ساکنینش از مطور و نصار می‌باشند و جنوب این روستا اسکله ای برای پهلوگرفتن کشتیهای چوبی وجود دارد، ظاهراً تنگهٔ مطور همان تنگه ۱ کنونیست و تنگه نصار همان تنگه ۲ کنونیست و اسکله در تنگه ۳ کنونی بوده. نصار ساکنین تنگهٔ ۲ از تیرهٔ آلبوحبیب از طایفهٔ آلبوصید می‌باشند که رئیسشان هنگام سکونتشان در این خطه شیخ سهر الفیصل بوده است.

## جمعیت
این روستا در دهستان بهمنشیر جنوبی قرار دارد و براساس سرشماری مرکز آمار ایران در سال ۱۳۹۵، جمعیت آن ۹۳۷ نفر (۲۴۰ خانوار) بوده‌است.